# Euromed

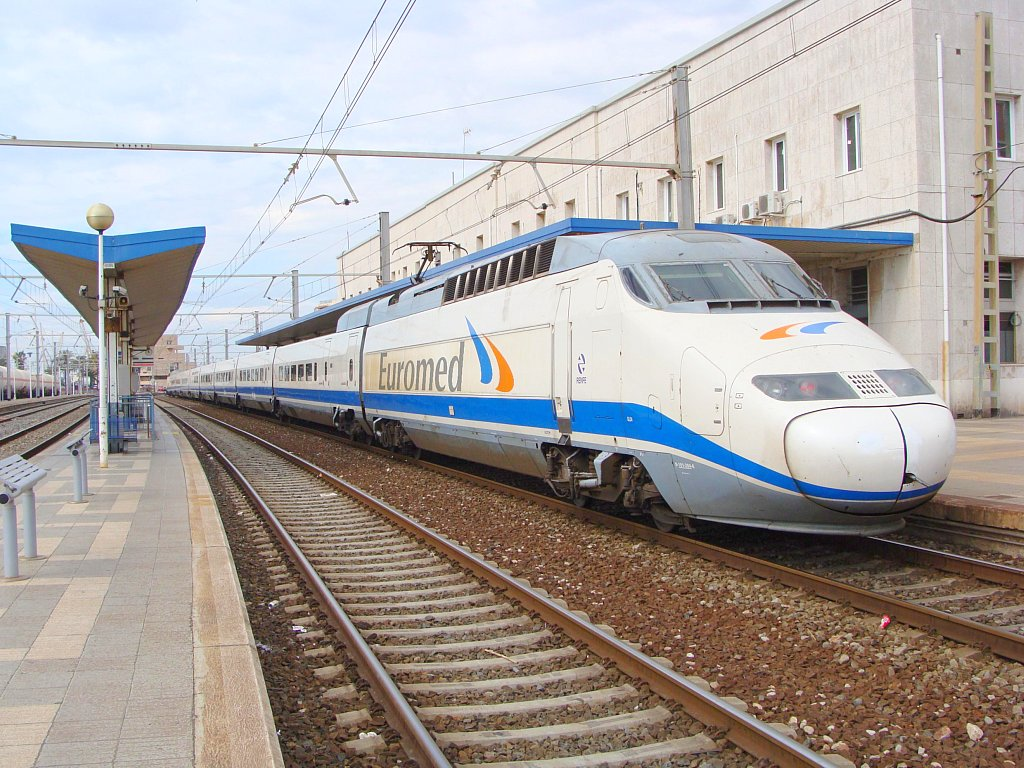
Ein ehemals als Euromed eingesetzter Triebwagen der RENFE-Baureihe 101

Euromed [eu̯ɾoˈmeð] ist eine Zuggattung der spanischen Eisenbahngesellschaft RENFE für Hochgeschwindigkeitsverbindungen auf der Strecke Barcelona–Castellón–Valencia–Alicante.

## Betrieb
Für die Euromed-Dienste wurden ab 1997 Triebzüge einer Breitspurversion der regelspurigen spanischen Baureihe 100 eingesetzt. Die Bahnverwaltung hatte ursprünglich 24 dieser Züge für die AVE-Dienste bestellt, in der späteren Planungsphase aber damit eine Überkapazität an Triebzügen festgestellt. Deshalb entschloss sich die RENFE, sechs dieser Triebzugeinheiten mit Breitspurdrehgestellen ausrüsten zu lassen, als Reihe 101 einzuordnen und auf dem abschnittsweise für 220 km/h ausgebauten Corredor Mediterráneo an der spanischen Mittelmeerküste einzusetzen. Bedingt durch den übertragbaren Oberstrom bei 3 kV Gleichspannung war sowohl die Leistung als auch die Höchstgeschwindigkeit geringer als bei den Regelspureinheiten unter 25 kV. Sie betrug, entsprechend der Auslegung der Ausbaustrecke, 220 statt 300 km/h. Mit der Ausweitung des regelspurigen Schnellfahrnetzes stieg in der Folge der Fahrzeugbedarf. Die sechs Einheiten der Serie 101 wurden daraufhin bis 2010 auf Regelspur umgebaut und in die Baureihe 100 eingegliedert. Seit dem 1. November 2009 verkehren in Euromed-Diensten nur noch Züge der Reihe 130. Die Euromed-Züge verkehren inzwischen in der Regel durchgehend zwischen Barcelona und Alicante. Sie bedienen in Valencia den Bahnhof Valencia Joaquín Sorolla und verkehren zwischen Valencia und Alicante ohne weiteren Verkehrshalt über die regelspurige Schnellfahrstrecke. Für zwischenzeitlich darüber hinaus laufende Züge wurden lokomotivbespannte Talgo-7-Einheiten eingesetzt. Diese verkehren jedoch wieder unter der Zuggattung »Talgo«.